# جاك ديفيس (كاتب)
جاك ديفيس (بالإنجليزية: Jack Davis)‏ هو كاتب ومؤلف وشاعر أسترالي، ولد في 11 مارس 1917، وتوفي في 17 مارس 2000 في فريمانتل في أستراليا.